# 新垣とわ
新垣 とわ（あらがき とわ、1993年7月26日 - ）は、日本のAV女優。

## 略歴
2013年7月、マキシングの専属女優としてAVデビュー。
2014年に活動を休止。その後、複数の名前でイメージDVDに出演。
2016年より「今井初音（いまい はつね）」としてAV女優の活動を再開。アロハプロモーション所属。

## 人物
埼玉県出身のショートヘアーで貧乳・華奢なロリ系AV女優。
趣味・特技は散歩、絵を描く事。
1988年生まれの女優、歌手、タレント、ファッションモデルで新垣結衣の苗字「新垣（あらがき）」で、とわ同様の苗字が同じになっている。

## 出演作品

### アダルトDVD

#### 「新垣とわ」名義
2013年
- 新人（7月16日、マキシング）
- 貧乳美少女、無類のオナニー狂。（8月16日、マキシング）
- 淫乱美少女と濃厚なセックス（9月16日、マキシング）
- 強制!連続絶頂アクメ（10月16日、マキシング）
- 完全ガチ交渉! 噂の、素人激カワ看板娘を狙え! vol.06 in目黒（11月22日、プレステージ）他出演:橘優花、西野つかさ、森川ひかる、原希美
- 初ぶっかけ! アナル開発中出し20連発!!（12月19日、エムズビデオグループ）

2014年
- 完全なる性飼育 2 〜僕が近所の貧乳中○生の処女を奪いセックスフレンドにまで性教育した92日間〜（1月24日、FIRST STAR）※「あゆみ」名義
- 即ハメ痴漢（2月6日、ナチュラルハイ）他出演:彩城ゆりな、臼井あいみ、野々宮ここみ、有本紗世、月本るい、高梨あゆみ、本澤朋美
- 世界一ザーメンを大量に発射する男のぶっかけSEX（3月19日、Rookie）共演:浜崎真緒
- 貧乳いもうと中出し 3（4月13日、ケートライブ）※「とわ」名義
- 貧乳の地味子に中出し 3（5月18日、ケートライブ）※「とわ」名義
- 貧乳パイパンメガネっ子中出し 3（7月13日、ケートライブ）※「とわ」名義
- 貧乳パイパンいもうと中出し 4（10月12日、ケートライブ）※「とわ」名義

#### 「今井初音」名義
2016年
- ☆緊急発売☆グラビアアイドル志願・今井初音どさくさ紛れに犯されAVデビュー、ガッツリイラマも仕込まれました。（2月18日、ヒビノ）
- 台湾で現役グラビアアイドルとして活動中のジンチンチューイン(今井初音)と申します。人生初中出しでAVデビュー!（3月1日、ジェントルマン）
- 上京してきた神戸の美乳お嬢様 「エッチなことをイッパイしたいんですけど、友達や知り合いには絶対言えないし…だから初めて会う人に思いっきり慰めてもらうことにしたんです…」（3月13日、オーロラプロジェクト・アネックス）
- コスプレイヤー 中出しオフ会（5月12日、親父の個撮）※「はつね」名義
- 美少女即ハメ白書 48（5月20日、デジスタ）他出演:中沢ケイト、鈴屋いちご、戸部聡子
- やさしく抱いてくれますか? ピュアな美少女の甘いエッチ体験（7月1日、S-Cute）他出演:絢森いちか、翼みさき、逢月はるな
- スキにしていいですよ? 従順なウブ美少女のSEX事情（9月1日、S-Cute）他出演:あおいれな、坂井亜美、相原翼
- 今日、エッチな自分に正直になります。（11月1日、S-Cute）他出演:小谷みのり、稲村ひかり、七海りこ、河北紗依、浅田結梨
- 夫のチ○ポしか知らない素人妻は初めての風俗体験でデカチンの客に迫られたら本番まで許してしまうのか?（12月8日、コスモス映像）※「ハルカ」名義　他出演:ミホ、マリ

2018年
- DIVA BATTLE ZONE #008 BREAK THROUGH THE WALL（9月14日、DIVA）共演:黒川すみれ

### イメージDVD
- パイパンSchooldays（2015年1月2日、Sujicco）※「朝宮のぞみ」名義
- 放課後の君と 河村早希（2015年10月16日、）※「河村早希」名義
- 20年に一人の奇跡的美少女!国民的アイドルグループH○○の元研修生が無修正デビュー!（2015年12月26日、オルスタックソフト販売）※「エリカ」名義
- 現役女子大生にヌイてもらおう!（2016年4月27日、オルスタックソフト販売）※「今井しずか」名義
- 放課後の君と 河村早希 2（2016年5月1日、ハーフムーン）※「河村早希」名義
- mode：fetish（2017年2月17日、ファインピクチャーズ）※「今井初音」名義

### VR
- ハーレム★シェアハウス 自由奔放な紅蘭と真面目でしっかり者の初音と僕の夢の三角関係（2018年10月26日、ちんちんVR）※「初音」名義　共演:紅蘭

## 雑誌
- ベストビデオ スーパードキュメント 2013年9月号（三和出版） - インタビュー